# Gillis de Besche den yngre
Gillis de Besche d.y., född 26 juli 1624 i Guldsmedshyttan, Lindesbergs församling, Örebro län, död 16 april 1709 på Nävekvarn, var en svensk bruksidkare.

## Biografi
Gillis de Besche var son till Hubert de Besche d.ä. och Marie Rocquette från Languedoc, Frankrike. Hans mors släkting, ev. morbror, Claude Roquette Hägerstierna var drottning Kristinas hovköpman, sedermera mycket framgångsrik exportör och importör samt en av Sveriges rikaste män.
Gillis de Besche var brukspatron på Nävekvarns styckebruk, som hade grundats av hans far Hubert de Besche, farbrodern Gillis de Besche d.ä. samt Joachim Danckwardt. Efter faderns död övertog han tillsammans med två bröder och två kusiner verksamheten. Efter processer i domstolar fann sig Gillis de Besche ensam ägare på 1670-talet. Under hans tid upplevde Nävekvarn sin glansperiod. Genom köp av 17 hemman i tre olika socknar utökade han brukets jordegendomar. Även brukets malmtillgångar och skogar ökade. Gillis de Besche ägde även Ålberga bruk i Södermanland, som anlagts av hans far. Tillsammans med sin systerson var han ägare av Överums bruk i Kalmar län. 
Vid sidan av sina vapenleveranser måste Gillis de Besche ofta ligga ute med stora förskott. År 1692 adlades han. Han ansågs på sin tid vara Sveriges rikaste bruksägare.

### Familj
Gillis de Besche gifte sig första gången med Christina Möller (död 1674). Hon var änka efter bruksförvaltaren Joris Wilhelmsson de Besche. Möller och Gillis de Besche fick tillsammans barnen Hubert de Besche (1654–1723), Christina de Besche (1655–1711) som var gift med regementsskrivaren Christian Düben och kaptenen Bengt Rosenfelt, Maria de Besche (1657–1726) som var gift med hovkonditorn Hans George Düben och professorn Andreas Drossander, Gillis de Besche (1658–1681), Gustaf de Besche (1660–1686), brukspatronen Isak de Besche (1663–1719), Catharina de Besche (1664–1665), Jakob de Besche (1668–1689), Conrad de Besche (1670–1671) och Gerard de Besche (1674–1677).
Gillis de Besche gifte sig andra gången 24 juni 1675 med Catharina Störning (död 1698). Hon var dotter till bruksägaren Gerdt Störning och Christina Danckwardt. De fick tillsammans barnen Gerard de Besche (1678–1680), Elisabet de Besche (1679–1760) som var gift med bergsrådet Jakob Åkerhielm och Abraham de Besche (1684–1743) på Stjärnholm.
Gillis de Besche gifte sig tredje gången 21 februari 1699 med Margareta Mollsdorff (1652–1733). Hon var dotter till tullförvaltaren Lars Danielsson Mollsdorff och Margareta Månsdotter Bröms i Nyköping. Margareta Mollsdorff var änka efter justitieborgmästaren Jonas Hyltén i Nyköping.